# Sand Hill Road

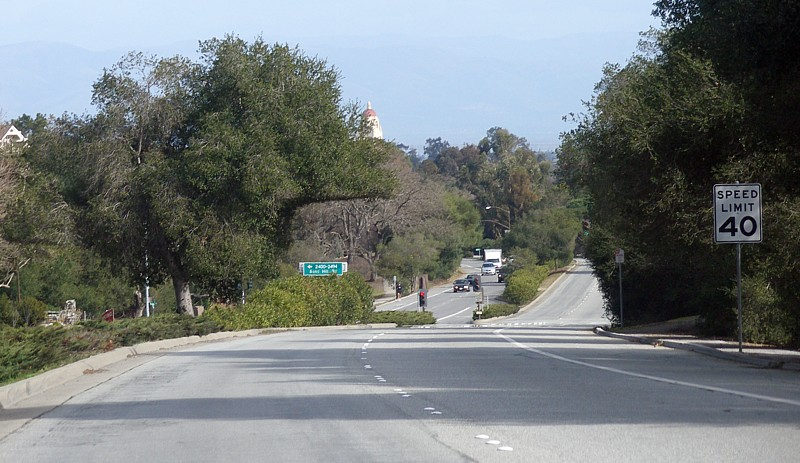
Sand Hill Road mit Blick auf Stanford

Die Sand Hill Road ist eine Straße in Menlo Park in Kalifornien im Silicon Valley.
Sie ist bekannt für die große Ansammlung an Risikokapitalfirmen. Die Grundstückspreise entlang der Straße gehörten um das Jahr 2000 zu den höchsten der Welt; während des Dotcom-Booms betrug der Mietpreis pro Quadratmeter 1550 US-Dollar pro Jahr.
Die Sand Hill Road ist auch Sitz des Stanford Linear Accelerator Centers.

## Venture Capital Firmen
Entlang der Sand Hill Road haben sich Venture Risikokapitalfirmen aus unterschiedlichen Bereichen angesiedelt: Biotechnologie, Cleantech, IT-Dienstleistungen, Hardware, Software, Internet, Elektronik, Gesundheit, Halbleitertechnik und Telekommunikation.
Beispiele für VC-Firmen entlang der Straße:
- Khosla Ventures – 2128 Sand Hill Road[3]
- Canaan Partners – 2765 Sand Hill Road[4]
- GI Partners – 2180 Sand Hill Road[5]
- 5AM Ventures – 2200 Sand Hill Road[6]
- Lightspeed Venture Partners – 2200 Sand Hill Road[7]
- The Westly Group – 2200 Sand Hill Road[8]
- Nexus Venture Partners – 2200 Sand Hill Road[9]
- Highland Capital Partners – 2420 Sand Hill Road, Suite 300[10]
- Shasta Ventures – 2440 Sand Hill Road[10]
- Storm Ventures – 2440 Sand Hill Road[11]
- Benchmark Capital – 2480 Sand Hill Road
- Onset Ventures – 2490 Sand Hill Road[12]
- Blackstone Group – 2494 Sand Hill Road
- Greylock Partners – 2550 Sand Hill Road[13]
- Morgenthaler – 2710 Sand Hill Road
- U.S. Venture Partners – 2735 Sand Hill Road
- Kleiner, Perkins, Caufield & Byers – 2750 Sand Hill Road
- Silver Lake – 2775 Sand Hill Road
- Kohlberg Kravis Roberts & Co. – 2800 Sand Hill Road[14]
- Mayfield Fund – 2800 Sand Hill Road[15]
- Sofinnova Ventures – 2800 Sand Hill Road
- New Enterprise Associates – 2855 Sand Hill Road
- Andreessen Horowitz – 2875 Sand Hill Road
- Charles River Ventures – 2882 Sand Hill Road
- Draper Fisher Jurvetson – 2882 Sand Hill Road
- Battery Ventures – 2884 Sand Hill Road
- Sierra Ventures – 2884 Sand Hill Road
- Institutional Venture Partners – 3000 Sand Hill Road[16]
- Mohr Davidow Ventures – 3000 Sand Hill Road
- Menlo Ventures – 3000 Sand Hill Road
- Redpoint Ventures – 3000 Sand Hill Road
- Relay Ventures – 3000 Sand Hill Road[17]
- Sequoia Capital – 3000 Sand Hill Road[18]
- Trinity Ventures – 3000 Sand Hill Road, Building 4, Suite 160
- Versant Ventures – 3000 Sand Hill Road
- Bright Capital – 3000 Sand Hill Road, Building 2[19]